# La Doublure
La Doublure (bra: Contratado para Amar; prt: Duplo no Amor) é um filme de comédia produzido na França, dirigido por Francis Veber e lançado em 2006. Estrelado por Gad Elmaleh, Alice Taglioni, Daniel Auteuil e Kristin Scott Thomas. O roteiro se concentra em um manobrista de estacionamento, que é contratado para fingir ser o amante de uma famosa modelo, a fim de desviar a atenção do relacionamento dela com um homem de negócios casado.

## Sinopse
Pierre Levasseur é um rico executivo parisiense casado envolvido em um caso com a top model Elena Simonsen. Quando um paparazzo pega os dois saindo de seu esconderijo secreto e sua fotografia é publicada na primeira página do jornal local, a esposa de Pierre, Christine, o confronta. Ele afirma que não tem ideia de quem é a mulher e que ela deve ter sido companheira do homem visto andando ao lado deles. Totalmente consciente da difícil situação de Pierre, Elena lhe dá um ultimato: ele deve escolher entre ela e sua esposa. Como Christine é a acionista majoritária de seus negócios, Pierre corre o risco de perder sua fortuna se ele se divorciar dela. Seu advogado, Maître Foix, aconselha que a única maneira de resolver o problema é encontrar o homem anônimo na foto e fazer com que ele se faça passar por amante de Elena.
O homem anônimo é o infeliz François Pignon, um manobrista apaixonado pela dona da livraria Émilie. Profundamente endividada e preocupada com seus negócios, ela recusou a proposta de casamento porque pensa nele como um irmão. Enquanto isso, Maître Foix localiza François e oferece-lhe dinheiro para deixar Elena morar com ele e fingir que são um casal. François concorda e pede 32,450 euros: a quantia exata que pagará as dívidas de Émilie. Enquanto isso, Elena exige 20 milhões de euros para participar do falso relacionamento, uma quantia que ela mantém como depósito que retornará a Pierre quando ele deixar a esposa. Desalojando seu amigo e colega de quarto Richard, Elena se muda com François, que fica impressionado com a situação, mas os dois rapidamente se tornam amigos.
Christine não se engana e interpreta a situação por tudo o que vale a pena, deixando o marido com ciúmes da situação de François e Elena. Émilie também está confusa e chateada ao ver François e Elena juntos. Eventualmente, Elena explica a situação a Émilie, que é grata pelo financiamento que François solicitou para ela, e ela adquire um novo respeito por ele e, eventualmente, aceita a proposta de François.
Enquanto isso, Christine secretamente grava Pierre dizendo que não tem intenção de deixá-la por Elena e se oferecendo para levar sua esposa em uma segunda lua de mel. Quando ela envia a fita para Elena, Elena decide deixar Pierre. Ela notifica Pierre de sua partida enviando François para encontrá-lo em seu carro em um ponto de encontro secreto. François transmite a notícia a Pierre, que responde furiosamente que anulou a transferência de 20 milhões de euros. François então diz a Pierre que Elena antecipou isso e indica que ela nunca quis o dinheiro, o que implica que Elena deixa o relacionamento com uma divisão limpa. François então se afasta da limusine quando uma prostituta se aproxima de Pierre e os dois são fotografados por um paparazzo.

## Elenco
- Daniel Auteuil como Pierre Levasseur
- Richard Berry como Lawyer Foix
- Gad Elmaleh como François Pignon
- Alice Taglioni como Elena Simonsen
- Kristin Scott Thomas como Christine Levasseur
- Virginie Ledoyen como Émilie
- Dany Boon como Richard
- Michèle Garcia como Louise
- Michel Aumont como doutor
- Michel Jonasz como André Pignon
- Noémie Lenoir como Karine
- Laurent Gamelon como Paul
- Karl Lagerfeld como ele mesmo
- Ellie Harvie como gerente de restaurante

## Produção
François Pignon também é o nome do protagonista nos filmes Les Compères (1983), do roteirista/diretor Francis Veber, Le Dîner de Cons (1998) e The Closet (2001), embora os personagens não sejam a mesma pessoa. O filme também faz uma referência ao jogo do jantar durante uma cena do filme. François dá a seu pai, André, um saca-rolhas como presente de aniversário. André menciona que foi convidado a jantar para falar sobre sua paixão e coleção de saca-rolhas.
O filme foi filmado em Boulogne-Billancourt, Neuilly-sur-Seine e Puteaux, todos localizados no departamento de Hauts-de-Seine.

## Bilheteria
O filme foi lançado na França e na Bélgica, em 20 de março de 2006. Ele foi exibido no Festival de Cinema de Moscou, o Festival Internacional de Cinema de Vancouver, ShoWest, e o Festival Internacional de Cinema de Cleveland antes de entrar em lançamento limitado nos EUA em 20 de abril de 2007. O filme finalmente arrecadou US$1,926,800 nos EUA e US$27,400,068 em mercados estrangeiros, totalizando uma bilheteria mundial de US$29,326,868.

## Premiações
Dany Boon foi indicado ao Prêmio César de Melhor Ator em um Papel Coadjuvante. Alice Taglioni ganhou o Prêmio NRJ Ciné de Atriz do Ano.

## Remakes
O filme foi refeito em língua hindi como Do Knot Disturb em 2009, estrelado por Govinda, Sushmita Sen, Riteish Deshmukh, Lara Dutta. Mais tarde, Do Knot Disturb inspirou o filme em língua panjabi de 2014, Disco Singh, e o filme em língua bengali de 2016 Haripad Bandwala.
Um remake em inglês de The Valet está em andamento. DreamWorks comprou os direitos de um remake em inglês logo após o lançamento do filme em 2006, com os irmãos Bobby e Peter Farrelly como diretores e Allan Loeb como roteirista e produtor executivo.  No entanto, nada veio deste projeto. Em 2014, Eugenio Derbez ganhou os direitos de um remake. Em 2018, Rob Greenberg e Bob Fisher foram contratados para escrever e dirigir o filme, que está planejado para estrelar Derbez.